# Alue Jampak
Alue Jampak is een bestuurslaag in het regentschap Nagan Raya van de provincie Atjeh, Indonesië. Alue Jampak telt 375 inwoners (volkstelling 2010).